# Safi của Ba Tư
Shah Safi là vua Ba Tư từ năm 1629 tới 1642. Safi là vị quốc vương thứ sáu của nhà Safavid và là cháu nội của vua Shah Abbas.
Vua ông nội Abbas I có 3 người con trai, người con cả trở thành thái tử. Tuy nhiên sau đó vì tin đồn, Vua Abbas ra lệnh giết thái tử trong nhà tắm. Khi Abbas qua đời năm 1629, ông đã lập Safi, cháu trai của mình làm người thừa kế. Do cha anh bị Abbas sát hại nên anh rất căm thù ông nội mình.
Safi lên ngôi vào ngày 28 tháng 1 năm 1629, khi mới mười tám tuổi. Khi lên ngôi vua, Safi đã tàn nhẫn ám sát những người bất đồng chính kiến để bảo vệ quyền lực trên ngai vàng. Trong suốt triều đại của mình, ông ít quan tâm đến chính sự mà chỉ ham mê tiệc tùng, rượu chè, thuốc phiện, ông thậm chí còn gặp khó khăn trong việc đọc và viết. Ông thường bị các sử gia đánh giá là một kẻ tàn bạo và có khả năng trị quốc kém. Nhận thấy sự bất lực của Safi, Đế chế Ottoman, người Uzbek, Đế chế Mughal đã mở nhiều cuộc tấn công và quấy rối vào miền biên giới của đế quốc.
Quốc vương Safi băng hà năm 1642 ở Kashan và được an táng tại Qom. Con trai Safi là Shah Abbas II đã lên nối vị.